# Alain Giampaoli
Alain Giampaoli (né le 17 mai 1946 à Monaco,) est un illustrateur et un plasticien.

## Biographie
Alain Giampaoli entame des études à l'École d'arts décoratifs de Monaco avant de s'inscrire et d'être diplômé de l'École supérieure d'arts graphiques Penninghen de Paris avec mention très bien. 
Il débute alors une carrière d'illustrateur parisien pour différents éditeurs dont Denis Delroisse à Boulogne Billancourt et diverses agences de publicité de la capitale.
En 1976, il revient en Principauté de Monaco et crée son atelier : Artlife. Il est notamment l'auteur d'affiches pour des manifestations culturelles et sportives de Monaco. Il a réalisé 4 affiches GRAND PRIX MONACO F1 pour l'Automobile Club de Monaco (1978 - 1979 - 1997 - 2018) ainsi que divers programmes, jaquettes et affiches pour le RALLYE DE MONTE-CARLO.
Il vient au timbre-poste lors d'essais demandés par Jean Fissore, directeur de l'Office des émissions de timbres-poste de Monaco en 2004. Son premier timbre est émis par l'OETP en septembre 2006 pour le centenaire de la compagnie Rolls-Royce.
Suivent ensuite les créations pour le cinquantenaire de l'Église réformée de Monaco, le cencinquantenaire de Arthur Conan Doyle, le 15e anniversaire de l'Onusida, le cinquantenaire des Auberges de jeunesse, le centenaire du Rallye de Monte-Carlo en 2011 et de la Carabine de Monaco en  2012 et les créations se sont poursuivies jusqu'en 2023 (récent timbre créé pour la COLLECTION DES AUTOMOBILES DU PRINCE DE MONACO).

### Timbres-poste de Monaco
- « Centenaire de Rolls-Royce 1906 », gravé par André Lavergne, 4 septembre 2006[6].
- « Cinquantenaire de l'Église réformée de Monaco 1958-2008 », gravé par Yves Beaujard, 3 janvier 2008[7].
- « Ford "T" - 1908 », gravé par Yves Beaujard, 10 mars 2008.
- « Conan Doyle 1859-1930 », gravé par Elsa Catelin, 16 février 2009[8].
- « Centenaire des auberges de jeunesse », 17 juin 2009[9].

### Sources et références
- « Dis, l'artiste, dessine-moi le timbre de tes rêves... », entretien publié dans L'Écho de la timbrologie n°1817, avril 2008, pages 12-13.

1. ↑  Date complète de naissance d'après « Dis, l'artiste, dessine-moi le timbre de tes rêves... », entretien publié dans L'Écho de la timbrologie n°1817, avril 2008, pages 12-13.
2. ↑  Année et lieu de naissance d'après l'Annuaire des artistes de Monaco, page consultée le 19 avril 2008.
3. 1 2  Annuaire des artistes de Monaco, page consultée le 19 avril 2008.
4. 1 2  « Dis, l'artiste, dessine-moi le timbre de tes rêves... », entretien publié dans L'Écho de la timbrologie n°1817, avril 2008, pages 12-13.
5. ↑  Dans L'Écho de la timbrologie, il met en page sous forme de timbres fictifs ses trois affiches annonçant les Grands Prix automobiles de 1978, 1979 et 1997.
6. ↑  Le timbre sur le site du Système de numérotation de l'AMDP.
7. ↑  Le timbre sur le site du Système de numérotation de l'AMDP.
8. ↑  Timbres magazine n° 99, mars 2009, page 18.
9. ↑  Timbres magazine n° 103, juillet-août 2009, page 15.